# Abdel Karim Konaté
Pour les articles homonymes, voir Konaté.
Abdel Karim Konaté, né le 25 novembre 1961 à Bamako, est un homme politique malien.
Il devient ministre du Commerce et de l'Industrie dans le gouvernement formé par Cheick Modibo Diarra le 20 août 2012. Il est reconduit à ce poste le 8 septembre 2013, dans le gouvernement de Oumar Tatam Ly.
Inspecteur des douanes de son état, il est diplômé de l’École centrale de l’industrie, du commerce et de l’artisanat (ECICA) et l'École sous-régionale des finances publiques de Ouagadougou.
Sa carrière au sein de l'Administration des douanes l'aura successivement conduit:
- à la Brigade mobile d’intervention de Bamako en 1995 ;
- à la Division recherche et intervention ;
- au guichet unique pour le dédouanement des véhicules ;
- à la Direction régionale des douanes de Kayes de 2009 à 2011 ;
- la Direction générale des douanes.

Sur le plan politique il est membre fondateur de l’Alliance pour la démocratie au Mali (ADEMA), au poste actuel de secrétaire général adjoint du bureau national.
Il a reçu plusieurs distinctions pour service rendu à la nation : médaille commémorative de campagne, médaille du mérite national avec effigie Abeille et chevalier de l’Ordre national du Mali.

## Sources
- « Ministre du commerce et de l'industrie : Abdel Karim Konaté »